# Fotbollens historia (TV-serie)
Fotbollens historia är en svensk sport- och dokumentärserie som hade premiär på SVT Play den 21 april 2024 och i SVT1 den 24 april samma år. Första säsongen består av 8 avsnitt.

## Handling
Serien kretsar kring fotbollens historia med fokus på Sverige och hur sporten växte fram till att bli Sveriges nationalsport. Programmet sätter även fotbollen i ett samhällsperspektiv.

## Medverkande (i urval)
- Jens Lind
- Albert Svanberg